# IAAF Race Walking Challenge Taicang 2015
IAAF Race Walking Challenge Taicang 2015 – zawody lekkoatletyczne w chodzie sportowym, które odbyły się 1 maja w Taicang w Chinach. Impreza była szóstą w cyklu IAAF Race Walking Challenge w sezonie 2015.
Zawody były częścią mistrzostw Chin w chodzie na 20 kilometrów.

## Rezultaty

### Mężczyźni
| Konkurencja:  | 1. miejsce | Rezultat | 2. miejsce  | Rezultat   | 3. miejsce   | Rezultat |
| Chód na 20 km | Chen Ding  | 1:19:53  | Wang Kaihua | 1:21:17 PB | Kim Hyun-sub | 1:21:34  |

### Kobiety
| Konkurencja:  | 1. miejsce  | Rezultat   | 2. miejsce | Rezultat | 3. miejsce   | Rezultat |
| Chód na 20 km | Duan Dandan | 1:32:21 PB | Hou Yongbo | 1:32:59  | Sun Huanhuan | 1:33:57  |